# بنتي أيريكالا
بنتي أيريكالا (بالفنلندية: Pentti Airikkala) مواليد 04 سبتمبر 1945 في هلسنكي - الوفاة 30 سبتمبر 2009 في المملكة المتحدة، كان سائق راليات فنلندي بدأ مسيرته في سنة 1973. كان أول رالي له هو رالي فنلندا 1973. شارك في بطولة العالم للراليات. فاز بـ سباق رالي واحد. صعد على المنصة 6 مرات خلال مسيرته.

## فرق مثلها
- فوكسهول موتورز
- شركة فورد
- لانشيا
- نيسان موتورز

## روابط خارجية
- بنتي أيريكالا على موقع eWRC-results.com (الإنجليزية)